# Sinergy
Sinergy är ett band från Finland.

## Medlemmar
- Kimberly Goss - Sång
- Alexi Laiho - Gitarr
- Lauri Porra - Bas
- Janne Parviainen - Trummor
- Roope Latvala - Gitarr

## Tidigare medlemmar
- Marco Hietala - Bas
- Jesper Strömblad - Gitarr
- Tonmi Lillman - Trummor
- Melanie Sisneros - Bas
- Sharlee D'Angelo - Bas
- Ronny Milianowicz - Trummor
- Mathias Kamijo - Bas

## Diskografi
- Beware the Heavens 1999
- To hell and Back 2000
- Suicide by my Side 2002